# パイレーツ (お笑いコンビ)
パイレーツは、1997年4月に浅田好未と西本はるかのコンビで結成された、グラビアアイドルとお笑い芸人の折衷型のタレント。2001年9月30日に西本の脱退に伴う浅田の事務所移籍に伴い、新たに宇恵さやかともコンビを組んだ。

## メンバー
- 浅田好未（1979年8月26日 - ）ボケ担当
- 西本はるか（1978年4月21日 - ）ツッコミ担当

## 来歴
『ボキャブラ天国』に出演し、お笑いとしての評価は高くなかったが、巨乳をアピールした漫才の芸風でブレイクした。「だっちゅーの」は1998年年度の新語・流行語大賞を受賞し、さらに1999年にはゴールデン・アロー賞の話題賞を受賞する。
2001年9月、西本が女優を目指すという理由で脱退したために解散する。その後、浅田は事務所を移籍し、宇恵さやかと新生パイレーツを結成したが、ギャグを封印。バラエティ番組への出演を控え純粋にグラビアアイドルとして活動するが、2004年に再解散する。
浅田はその後アパレル会社を立ち上げ、自身のブランド『Affection』を手掛けつつ、その会社を事実上の芸能事務所として機能させるかたちで引き続きタレント活動を行う。また宇恵はパイレーツ結成後もソロでの活動も行い、舞台活動なども行う。
所属事務所は、ルージュを経てアバンギャルド。
2008年9月28日放送の『タモリのボキャブラ天国 大復活祭スペシャル』にて浅田と西本が限定復活した。この時の得点は30点満点中26点で、比較的高い評価を得た。

## 人物像
「爆笑問題の検索ちゃん ボキャブラ芸人SP」では、彼女らにも触れていた。出演者総じて「態度が悪かった」と述べている。
太田光（爆笑問題）は、「よく2人を泣かせていた」という。後に、Affection設立記者会見で、礼儀正しかった浅田を見て、「あいさつできるようになったんだ」と驚いていた。田中裕二や土田晃之の話によるとボキャブラメンバーで営業に行ったとき、他の芸人は持ちネタをやるのに対しパイレーツはピンク・レディーの歌をカラオケで歌ったり、ずっと胸の谷間を見せるだけでネタらしいネタを披露しなかった。そのため、周囲の芸人からはパイレーツはお笑いコンビとしてはみなされていなかったという。
ボキャブラ天国での評価は低く30点満点中10点台、もしくはそれ以下がほとんどであった。多くの審査員からは評価されなかったが大島渚や鈴木史朗は高得点を付けていた。しかし、2008年の復活スペシャルでは30点満点中26点の好スコアを叩きだした。コンビ名や個人名をボキャブるネタが大半を占めていた。多くの人が「2人を口説いた」というネタが蔓延してしまい、海砂利水魚（現:くりぃむしちゅー）やネプチューンの原田泰造はいろいろとネタにされた結果、開き直って自虐ネタに換えていた。
テレビでは時折、敬語を何回か使用していたが、普段はどんな先輩にでもいわゆるタメ口で会話をしていたという。
西本によると、浅田とは友人という関係で解散後も交流が続いているという。

## 芸風
主に漫才で、胸をアピールする一発ギャグを挟むスタイルの漫才を行っていた。持ちギャグは、「だっちゅーの」で胸の谷間を強調する他、「ムギュ」「乳離れ」「乳帰る」「だっちゅーの光線」「練乳ビーム、ピュッピュッピュッ」「ボニョニョン」「お疲れ山」など、西本が浅田に耳打ちする事があった。まずネタを披露して失笑を買い、最後に胸を寄せて「だっちゅーの」で締める。「だっちゅーの」は元々はツッコミの際の口癖だったが、それをボキャブラ天国に出演していたMANZAI-Cが番組内でネタにしたのが始まりでそのまま一発ギャグとなった。当時、西本が言葉の語尾に「だっつーの」をつけて話していたということから、作家から胸を大きく寄せるなどセクシーポーズとその言葉を組み合わせてみればと言われて始めたという。「だっちゅーの」に代わる新ネタとして、スケ番の扮装を二人にさせ「なめんなよぉ」と言うネタを放送作家に言われてはやらせようとしたが浸透はしなかった。
バラエティ番組で披露していたネタのほとんどは、放送作家が考えていた。ただやっぱり、「自分たちで考えなくちゃダメだ」と言われたことで一時期、自分たちでネタを作っていたこともあったが、その自作のネタは全てボツになり、一本も放送されなかったという。

### 2人の美乳を武器にした持ちギャグ
- だっちゅ～の
- だっちゅ～の光線
- 練乳ビーム　ピュッピュッピュッ
- Have a nice day
- ぼにょにょ～ん
- お疲れ山!

## 出演

### バラエティ
フジテレビ系番組
- 新ボキャブラ天国（1997.7～9）(キャッチコピーは聖☆美乳エンジェル)
- 黄金ボキャブラ天国（1997.10～1998.3）
- 家族そろってボキャブラ天国（1998.4～9）
- 続!ボキャブラ天国（1998.10～1999.3）
- 歌うボキャブラ天国（1999.4～9）
- タモリのボキャブラ天国 大復活祭スペシャル(2008年9月28日)(解散後の限定復活)
- めちゃ2イケてるッ!
- ドキッ!丸ごと水着女だらけの水泳大会
- 格闘女神ATHENA
- 志村けんのバカ殿様
- 森田一義アワー 笑っていいとも!
- とんねるずのみなさんのおかげでした

他局の番組
- スーパージョッキー（日本テレビ 1997.10～1999.3）
- 未来ナース（TBSテレビ）
- ウッチャンナンチャンの炎のチャレンジャー これができたら100万円!!（テレビ朝日）
- 所ミッション!GTR（テレビ朝日）
- 愛のエプロン3（テレビ朝日）
- だっちゅーに!（名古屋テレビ）
- ダウンタウンDX（よみうりテレビ）

### 生情報番組
- 恋するアミパラ（テレビ朝日、1998年10月～1999年3月）
- いい朝8時（毎日放送、不定期）

### オリジナルビデオ
- 湘南爆走族・湘南爆走族2（2001年、カレス・コミュニケーションズ）浅田＝津山よし子役・西本＝三好民子役

### 音楽番組
CDデビュー前に音楽番組に出演したのは1998年2月13日の『AXEL』（テレビ朝日）である。この時はCDデビューの告知である。CDデビュー後は、同年3月23日に『ルックルックこんにちは』（日本テレビ）、『スーパーモーニング』（テレビ朝日）、『ビッグトゥディ』（フジテレビ）でデビューイベントを行ったVTRが放映された。
初ライブ後、同年4月25日放送の『THE夜もヒッパレ』に出演する。しかしデビュー曲の初披露は4月29日放送の『ポケットミュージック』である。

### CM
- テクモ「ギャロップレーサー」
- センタンアイスクリーム「チョコバリスペシャル」
- サンガリア「ミルクコーヒー」、「おいしいお茶」、「ラムネ」
- 興和新薬「ウナコーワ」
- スパワールド
- アスキーサムシンググッド「筆王」

### ラジオ
- TOKYO BAYLINE 7300（bayfm、1997.4～9、火曜日）

### 上記以外
- すずらん - 1999年。（明日萌に来た女占い師役）

ほか多数

## ディスコグラフィー
- CD
  - INCANTATION（1998年3月21日[注釈 3]）
  - 渚のシンデレラ（1998年7月23日）
  - Fall in' love（1998年10月21日[注釈 4]）
  - ぼくらのVICTORY（1999年7月28日[注釈 5]）
  - えびすパイレーツのうた（2000年11月23日[注釈 6]）
- 写真集
  - 浅田好未
    - 「Wonder Island」（ポニーキャニオン、1997年8月7日）
    - 「DOLCE」（音楽専科社、2003年11月1日）

  - パイレーツ
    - 「DAT U KNOW」（ワニブックス、1998年3月10日）
    - 「Pai Pai×2」（ワニブックス、1999年6月10日）
    - 「1999 PIRATES だっちゅーの BOOK」（ヤングマガジン特別編集、講談社、1998年10月16日）
    - 「On Visual No.2 パイレーツ」（アスキー、2000年8月21日）

  - 西本はるか
    - 「RE-BONE」（バウハウス、2003年7月25日）
- カレンダー
  - 1999年は西田幸樹が、2000年は安珠が撮影した。